# سید حسن حسینی
سیدحسن حسینی (۱ فروردین۱۳۳۵–۹ فروردین ۱۳۸۳) شاعر، نویسنده، محقق و مترجم ایرانی بود. وی مدت ده سال از عمر کوتاهش را در دهه‌های شصت و هفتاد هجری شمسی، به دلیل دیدگاه‌های انتقادی خود، در سکوت، انزوا، و ممنوع الکاری سپری نمود. عمدهٔ آثار چاپ شده از وی پس از فوت او، منتشر شده است.

## زندگی
سید حسن حسینی در ۱ فروردین ماه سال ۱۳۳۵ در محله سلسبیل تهران به دنیا آمد. وی بعد از دریافت دیپلم طبیعی، لیسانس رشته تغذیه را از دانشگاه مشهد دریافت کرد. فوق لیسانس و دکترای خود را در رشتهٔ ادبیات فارسی گذراند. وی مسلط به زبان عربی بوده و با زبان‌های ترکی و انگلیسی در حد استفاده از منابع و مآخذ و صحبت کردن و نوشتن آشنا بود.
وی از سال ۱۳۵۲ نوشتن و سرودن را در مطبوعاتِ قبل از انقلاب به‌ویژه مجلهٔ فردوسی آغاز کرد و در سال ۱۳۵۸، حوزهٔ اندیشه و هنر اسلامی را که به همراه محمدرضا حکیمی و رخ‌صفت، تهرانی و امامی کاشانی، راه‌اندازی کرد که مسئولیت بخش ادبیات و شعر را به همراه قیصر امین‌پور بر عهده داشت.
در دورهٔ آموزشی سربازی بود که جنگ ایران و عراق شروع شد. بعد از اتمام دورهٔ آموزشی، با این‌که رَستهٔ بهداری داشت، مسئولیت رادیو ارتش را به عهده گرفت تا چند سال بعد از آزادی خرمشهر، در رادیو ارتش ماند اما به دلیل طولانی شدن جنگ به حوزهٔ هنری بازگشت. وی در سال ۱۳۶۶ در اثر اختلافاتی که با مدیر وقت حوزهٔ هنری داشت، به همراه جمعی از دوستان از جمله قیصر امین‌پور استعفا کرده و به تدریس در دانشگاه الزهرا و دانشگاه آزاد اسلامی مشغول شد.
سید حسن حسینی از سال ۱۳۷۸ در واحد ویرایش رادیو تهران تا پایان عمر حضور داشت. وی اوایل دههٔ ۱۳۸۰ شمسی دوباره به حوزهٔ اندیشه و هنر اسلامی در خیابان حافظ دعوت شد که کلاس‌های آزاد سبک هندی را برگزار می‌کرد و در یکی از این جلسات رسول ملاقلی‌پور (کارگردان سینما) نیز حضور داشت.
وی در سال ۱۳۷۹ مجموعهٔ کامل غزلیات بیدل دهلوی را که نزدیک به سه هزار غزل را در بر می‌گیرد به‌صورت ضبط شده خواند. حوزهٔ فعالیت‌های او شامل شعر، تحقیق، ترجمه و تألیف بود. او سال‌های آخر عمرش را به سبک‌شناسی قرآن و زبان‌شناسی حافظ مشغول بود.
سید حسن حسینی پس از فوتش، در چهارمین همایش چهره‌های ماندگار در سال ۱۳۸۳ مورد تقدیر قرار گرفت. میدانی در محلهٔ طرشت تهران به‌نام این شاعر معاصر نام‌گذاری شده است.

## درگذشت
حسینی در ۹ فروردین ۱۳۸۳ش، بر اثر سکته قلبی، در بیمارستانِ بوعلی تهران درگذشت و پیکرش، پس از تشییع، در قطعه هنرمندان بهشت زهرا به خاک سپرده شد.

## آثار
- هم‌صدا با حلق اسماعیل (شعر، سال ۱۳۶۳ انتشارات سوره مهر)
- براده‌ها (مجموعه‌ای از تأملات اجتماعی و ادبی، سال ۱۳۶۵ انتشارات سوره مهر)
- بیدل، سپهری و سبک هندی (پژوهشی در زمینهٔ سبک‌شناسی، سال ۱۳۶۷)
- گنجشک و جبرئیل (شعر، سال ۱۳۷۰، نشر افق)
- مشت در نمای درشت (مقایسهٔ ادبیات و سینما از طریق معانی و بیان، سال ۱۳۷۱، انتشارات سروش)
- گزیدهٔ شعر جنگ و دفاع مقدس (انتخاب، توضیح و نقد شعر، سال ۱۳۸۷، انتشارات سوره مهر)
- نوشداروی طرح ژنریک (شعر طنز، سال ۱۳۸۵، انتشارات سوره مهر) تقدیم شده به سهراب سپهری
- طلسم سنگ (نثرهای عاشورایی، سال ۱۳۸۵، انتشارات سوره مهر)
- در ملکوت سکوت (شعر، سال ۱۳۸۸، انتشارات انجمن شاعران ایران) به کوشش قیصر امین‌پور
- از شرابه‌های روسری مادرم (شعر، انتشارات انجمن شاعران ایران)
- سفرنامهٔ گردباد (شعر، انتشارات انجمن شاعران ایران)
- تنها طرف آفتاب را گرفت (شعر، سال ۱۳۸۹، انتشارات انجمن شاعران ایران)
- بال‌های بایگانی (شعر، سال ۱۳۹۱، نشر افق): مجموعه اشعار منتشرنشدهٔ سید حسن حسینی در زمان حیاتش که توسط ساعد باقری و سهیل محمودی گردآوری شده است.[۱]
- سکانس کلمات (مقالات، روایات و خاطرات، سال ۱۳۹۲، نشر نی)
- فستیوال خنجر (شعر، ۱۳۹۳، انتشارات سوره مهر) مجموعه اشعار طنز سید حسن حسینی به کوشش اسماعیل امینی
- مجموعه اشعار سید حسن حسینی (۱۳۹۶، شعر، کتاب آبی) تمامی اشعار سید حسن حسینی به همراه اشعار منتشر نشده از او

ترجمه:
- حمام روح (ترجمهٔ گزیده‌ای از آثار جبران خلیل جبران، سال ۱۳۶۴)
- نگاهی به خویش (مصاحبه با شاعران و نویسندگان معاصر عرب، همراه با موسی بیدج)
- شعر و آیینه (تئوری شعر و مکاتب شعری، ترجمهٔ کتاب فن‌الشعر احسان عباس، سال ۱۳۸۸ ، انتشارات سروش)[۲]

صوتی :
خوانش متن کامل غزلیات بیدل دهلوی (لوح فشرده، انتشارات انجمن شاعران ایران)

## نمونه اشعار و نوشته‌ها
سید حسن حسینی در قالب‌های غزل، مثنوی، رباعی، نیمایی و سپید، با موضوعات آیینی، اجتماعی، دفاع مقدس، انتقادی و … اشعاری سروده است. برخی از آثار او دارای مضامینی طنز است. البته طنز سید حسن حسینی، لزوماً سرخوشی و مستی‌آور نیست و در واقع تلخند است.
نمونهٔ غزل ۱:
*چه کنم*
شاهد مرگ غم‌انگیز بهارم چه کنم؟
ابر دلتنگم اگر زار نبارم چه کنم؟
نیست از هیچ طرف راه برون‌شد ز شبم
زلف افشان تو گردیده حصارم چه کنم؟
از ازل ایل و تبارم همه عاشق بودند
سخت دلبستهٔ این ایل و تبارم چه کنم؟
من کزین فاصله غارت شدهٔ چشم تو ام
چون به دیدار تو افتد سر و کارم چه کنم؟
یک‌به‌یک با مژه‌هایت دل من مشغول است
میله‌های قفسم را نشمارم چه کنم؟

***سروده به تاریخ 1372/09/06
نمونهٔ غزل ۲:
*پادافره*
خویش را در ازدحام دردها تک دیده‌ام
راحتی را دائماً از خویش منفک دیده‌ام
آسمان خاطرم را سال‌ها ابری و تار
آفتابی بودنش را سخت اندک دیده‌ام
بیش و کم در عرصهٔ دل در نبردی آتشین
تک سواران یقین را زحمی شک دیده‌ام
با خطی خوانا حروف درد را از دیرباز
روی لوح سرنوشت لعنتی حک دیده‌ام
گوش من ازهای و هوی نسل این دوران کر است
از تمام گفته‌هاشان جنبشِ فک دیده‌ام
دل پر از غم؛ کیسه خالی، فقر هم حیض الرجال
نیستم گر حیض، بی شک باز هم لک دیده‌ام
من به جای آفتاب عالم آرا ای عجب
شعلهٔ کبریت و برقِ سنگِ فندک دیده‌ام
جای زنبور عسل خالی است در گلخانه ام
می‌کنم احساس دائم ساس یا کک دیده‌ام
چند سالی می‌شود، پاد افرهٔ بی روزگی
چهره ای منحوس، در ماه مبارک دیده‌ام

*** سروده به تاریخ ۱۵ ماه مبارک 1382
نمونهٔ شعر طنز:
- شاعری وارد دانشکده شد

دم در
ذوق خود را به «نگهبانی» داد!
***
- جمع دربارهٔ اثبات وجود ازلی گپ می‌زد

ژنده‌پوشی طلب برهان کرد
شاعری شعری گفت
عاشقی آه کشید
عارفی هوهو کرد
تاجری دسته‌چکش را رو کرد
نمونهٔ مثنوی:
مثنوی بلند آب‌ها و مرداب‌ها، در زمان حیات شاعر منتشر شد و از سه منظر «زبان»، «طنز تلخ و گزندهٔ اجتماعی و شاعرانه» و «صور خیال» قابل توجه است. موسیقی و وزن این مثنوی دارای جاذبه و کشش برای مخاطب است.
دو بیت ابتدایی مثنوی آب‌ها و مرداب‌ها:
ماجرا این است کم‌کم کمیت بالا گرفت
جای ارزش‌های ما را عرضهٔ کالا گرفت
احترام «یاعلی» در ذهن بازوها شکست
دستِ مردی خسته شد، پای ترازوها شکست
نمونه‌های رباعی:
- هرچند که از آینه بی‌رنگ‌تر است

از خاطر غنچه‌ها دلم تنگ‌تر است
بشکن دل بی‌نوای ما را ای عشق
این ساز، شکسته‌اش خوش آهنگ‌تر است
***
- در پردهٔ سوز و ساز هم می‌خندیم

با داغ درون‌گداز هم می‌خندیم
چون لالهٔ نوشکفته‌ای در باران
از گریه پریم و باز هم می‌خندیم
***
- کس چون تو طریق پاکبازی نگرفت

با زخم، نشان سرفرازی نگرفت
زین پیش دلاورا! کسی چون تو شگفت
حیثیت مرگ را به بازی نگرفت
نمونهٔ شعر سپید:
*راز رشید*
به گونه ماه
نامت زبانزد آسمانها بود
و پیمان برادری‌ات
با جبل نور
چون آیه‌های جهاد
محکم
تو آن راز رشیدی
که روزی فرات
بر لبت آورد
و ساعتی بعد
در باران متواتر فولاد
بریده بریده
افشا شدی
و باد
تو را با مشام خیمه‌گاه
در میان نهاد
و انتظار در بهت کودکانه حرم
طولانی شد
تو آن راز رشیدی
که روزی فرات
بر لبت آورد
و کنار درک تو
کوه از کمر شکست
نمونهٔ نثر :
*یک نکته یک نگاه*
چه نعمتی است نادانی برای بالهای پرنده. دانستن، حجم قفس را به رخ بال پرنده می‌کشد. آه چه می‌شد اگر نمی‌دانستم! همین معنی را بیدل دهلوی پیچیده در حله ای از فلسفه و دانایی عرضه می‌کند. خوشا به حال آن‌ها که نمی‌دانند و بالهایشان با قفس فالوده می‌خورد:
زین پیش که دل قابل فرهنگ نبود
از پیچ و خم تعلفم ننگ نبود
آگاهی ام از هر دو جهان وحشت داد
تا بال نداشتم قفس تنگ نبود!
حسن حسینی (مسیحا)
۱۳۸۳/۱/۸
نوشته شده در ساعت ۲۲:۴۲ (آخرین نوشته سید حسن حسینی در واپسین شب زندگی اش)